# 同德藥行
同德藥行是1940年代時知名的藥材批發商，位於臺南市中西區和平街13號，中國、南洋、日韓等各地藥材在此進出口。前身為「典昌藥行」，1950年搬遷至現址。

## 創立
典昌藥行由蔡金典於1948年創立於臺南市中西區和平街1號。蔡金典年幼時家境貧困，國小三年級輟學到永樂路（今民族路）養生堂學習技藝，之後與友人黃炳城、魏茂源於民權路派出所現址對面合開茂源中藥行，二戰結束後三人拆夥，各自獨立為典昌、養記與茂源。
當時台南的藥材進口管道有二：由南郊廈門買進，或由北郊四川買進。而典昌藥行便位於兩郊的卸貨區域五條港周邊區域，藉由地利之便典昌藥行早期兼營進口中國大陸藥材和出口台灣農產客戶，為 1940 年代臺南中藥的三大批發商之一。1950年遷至現址臺南市中西區和平街13號，同年蔡金典當選臺南市中藥公會第八屆理事長。現址建築狹長，店後倉庫約四十公尺深，直通民生路街廓 （今郭綜合醫院）。

## 發展
典昌藥行以香料聞名，引進藥用菊花的種植，並且培育出許多中藥人才，據稱府城中藥行有三分之一皆出身於此。現由蔡金典孫女蔡佳玲主理，因藥事法修訂為中藥商兒女須經國家考試合格才能繼承經營調劑，但政府一直沒有舉辦中醫相關國家考試，使典昌藥行須要註銷營業登記，蔡金典兒子蔡正一去世後，其妻子陳明玉另設同德藥行。並於招牌保留典昌之名。現在業務萎縮，只有藥材香料的批發與門市小賣，經營老客戶。

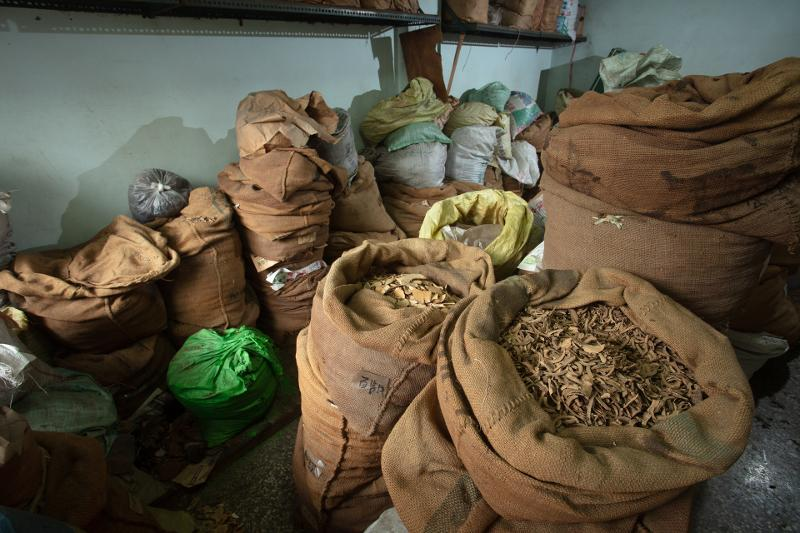
同德藥行的藥材倉庫

## 相關人物
第一代創始人為蔡金典，其兒子為蔡正一，孫女為蔡佳玲。
蔡正一高中畢業後即在家中藥行幫忙，並曾到國立中國醫藥研究所受訓，及在新美街與孫宗策中醫師學藝。曾在典昌藥行習藝的學徒或業務員也各自創業，如蔡金典第一代弟子陳三元創聯興藥行、郭守雄創泰順中藥行、第二代姚義磨創信泰蔘藥行、安南區張永根創聯昌中藥等，其中陳三元、郭守雄及張永根皆曾任臺南市中藥公會理事長，被評為培育中藥人才的搖籃。

## 外部連結
- 同德藥行的Facebook專頁